# Clairsud
 (septembre 2021).
Si vous disposez d'ouvrages ou d'articles de référence ou si vous connaissez des sites web de qualité traitant du thème abordé ici, merci de compléter l'article en donnant les références utiles à sa vérifiabilité et en les liant à la section « Notes et références ».
Clairsud est une société de production cinématographique française, créée en 1998 à Toulouse par Jean Périssé et Michèle Teysseyre. C'est également une maison d'édition indépendante multimédia (livres, audiovisuel).

## Description
Clairsud a pour objectif particulier de mettre en avant le patrimoine culturel du Sud dans toute sa diversité, du Midi de la France à l'Italie, de l'Antiquité romaine à Venise en passant par le Haut Moyen Âge, la vie paysanne, les amours « occitanes » de Chateaubriand et le Canal du Midi à travers son créateur, Pierre-Paul Riquet.

Parmi ses nombreuses créations, deux longs-métrages de cinéma réalisés par Jean Périssé, L'Occitanienne, le dernier amour de Chateaubriand avec Bernard Le Coq d'après l'œuvre d'Alain Paraillous, en 2008, et La Fabuleuse histoire de Monsieur Riquet en 2014, et un roman Grand Prix de la ville de Toulouse en 2007 (Moi, Veronica Franco, courtisane à Venise de Michèle Teysseyre).

## Histoire
En 2018 la société peut être considéré comme "en sommeil"